# Élections générales espagnoles de 1896
Les élections générales espagnole de 1896 sont les élections à Cortès convoquées le 12 avril 1896, durant la régence de Marie-Christine d'Autriche, au suffrage universel masculin. Il s'agit des 6es élections sous l’égide de la Constitution de 1876, les 8es de la Restauration.
Comme lors de toutes les élections de la Restauration, elles donnent la majorité au parti nouvellement nommé au gouvernement, en l'occurrence le Parti conservateur, gouvernement présidé par Antonio Cánovas del Castillo. Le résultat était en effet en grande partie déterminé à l'avance (« encasillado ») grâce à la fraude électorale systématique réalisée via le réseau de caciques déployé sur tout le territoire. Ainsi, dans le régime politique de la Restauration, les gouvernements changeaient avant les élections et non après, comme c'est normalement le cas dans un régime parlementaire,,.
Cánovas est assassiné en août 1987. Le conservateur Azcárraga Palmero lui succède à la tête d'un gouvernement éphémère, qui cède la place à un nouvel exécutif, cette fois dirigé par le libéral Sagasta, qui convoque de nouvelles élections afin de se donner une confortable majorité au Parlement comme le prévoyait le pacte du Pardo et le mécanisme du turno pacífico caractéristique du système politique de la Restauration.

## Résultats
Le taux d'abstention est inconnu et, comme c'était courant à l'époque, on suppose les résultats massivement manipulés, étant donné la victoire écrasante des conservateurs dynastiques, qui obtiennent une majorité écrasante de 274 au Congrès, leur permettant d'exercer le gouvernement sans difficulté.
| Parti / Faction               | Sièges |
| ----------------------------- | ------ |
| Conservateurs et ministériels | 274    |
| Libéraux                      | 88     |
| Silvelistas                   | 10     |
| Carlistes                     | 8      |
| Indépendants                  | 1      |
| Républicains                  | 1      |
| Non identifiés                | 19     |